# Stefan Velichkov
Stefan Konstantinov Velichkov (Pleven, 15 de fevereiro de 1949) é um ex-futebolista búlgaro, ele atuava como defensor.

## Carreira
Stefan Velichkov fez parte do elenco da Seleção Búlgara de Futebol da Copa do Mundo de 1974. 